# Tachina sinerea
Tachina sinerea là một loài ruồi trong họ Tachinidae.